# Jaíba
Jaíba là một đô thị thuộc bang Minas Gerais, Brasil. Đô thị này có diện tích 2740,276 km², dân số năm 2007 là 30386 người, mật độ 12,5 người/km².